# Tornada
Tornada is een plaats (freguesia) in de Portugese gemeente Caldas da Rainha en telt 3 150 inwoners (2001).